# Cape Coast Polytechnic
Die Cape Coast Polytechnic (dt. Fachhochschule Cape Coast) ist eine von 10 Fachoberschulen im westafrikanischen Staat Ghana. Sie wurde in der Hauptstadt der Central Region Cape Coast im Jahr 1986 eröffnet.